# María Gainza
María Gainza, född 25 december 1975 i Buenos Aires, är en argentinsk författare och konstkritiker.